# Ignacio Ambríz
Marcos Ignacio Ambríz Espinoza (Mexikóváros, 1965. február 7. – ) mexikói válogatott labdarúgó és edző. 

## Pályafutása

### Klubcsapatban
Mexikóvárosban született. Pályafutását 1983-ban kezdte a Necaxa csapatában, ahol három évet töltött. 1986 és 1987 között a Petroleros Salamanca együttesében szerepelt. 1987 és 1989 között a Leónt erősítette. 1989 és 1996 között ismét a Necaxa játékosa volt, melynek tagjaként két alkalommal (1995, 1996) nyerte meg a mexikói bajnokságot. 1996 és 1997 között az CF Atlante, 1998-ban a Club Puebla, 1999-ben az Atlético Celaya labdarúgója volt. 1999-ben visszatért a Necaxához és a 2000-es klubvilágbajnokságon bronzérmet szerzett. 2001-ben fejezte be a pályafutását. 

### A válogatottban
1992 és 1995 között 64 alkalommal szerepelt az mexikói válogatottban és 6 gólt szerzett. Részt vett az 1994-es világbajnokságon, illetve az 1993-as és az 1995-ös Copa Américán, valamint tagja volt az 1993-as CONCACAF-aranykupán aranyérmet, az 1995-ös konföderációs kupán bronzérmet szerző csapatnak is. 

### Edzőként
2002-ben segítőként a mexikói válogatottnál kezdte az edzősködést. 2003-ban a Puebla volt az első csapata, melyet edzőként irányított. Még abban az évben Spanyolországba költözött, ahol az Osasunánál, majd az Atlético Madridnál dolgozott segédedzőként. 2009-ben hazatért a San Luis csapatához, ahol két évet töltött. 2012-ben a CD Guadalajara, 2013 és 2015 között a Querétaro FC, 2015 és 2016 között a Club América szakmai munkájáért felelt, utóbbival 2016-ban megnyerte a CONCACAF-bajnokok ligáját. 2018 között a Necaxa edzőjeként megnyerte a mexikói kupa clausura idényét. 2018 és 2021 között a León vezetőedzője volt, melyet 2020-ban bajnoki címig vezetett. 2021-ben rövid ideig Spanyolországban a Huesca csapatánál dolgozott. 2022-ben kinevezték a Deportivo Toluca vezetőedzőjének.

## Sikerei, díjai

### Játékosként
Club Necaxa
- Mexikói bajnok (2): 1994–95, 1995–96
- Mexikói kupagyőztes (1): 1994–95
- Mexikói szuperkupagyőztes (1): 1995
- Kupagyőztesek CONCACAF-kupája (1): 1994
- FIFA-klubvilágbajnokság bronzérmes (1): 2000

Mexikó
- CONCACAF-aranykupa győztes (1): 1993
- Copa América ezüstérmes (1): 1993
- Konföderációs kupa bronzérmes (1): 1995

### Edzőként
Club América
- CONCACAF-bajnokok kupája győztes (1): 2015–16

Club Necaxa
- Mexikói kupagyőztes (1): Clausura 2018

Club León
- Mexikói bajnok (1): Guardianes 2020